# Boyleïta
La boyleïta és un mineral de la classe dels sulfats, que pertany al grup de la rozenita. Rep el seu nom del Dr. Robert William Boyle (1920-2003), geoquímic canadenc del Geological Survey of Canada, a Ottawa, Canadà.

## Característiques
La boyleïta és un sulfat de fórmula química ZnSO₄(H₂O)₄. Cristal·litza en el sistema monoclínic, i acostuma a trobar-se a la localitat tipus en masses reniformes. La seva duresa a l'escala de Mohs és 2. És soluble en aigua, i lentament s'altera a gunningita en un ambient sec.
Segons la classificació de Nickel-Strunz, la boyleïta pertany a «07.CB: Sulfats (selenats, etc.) sense anions addicionals, amb H₂O, amb cations de mida mitjana» juntament amb els següents minerals: dwornikita, gunningita, kieserita, poitevinita, szmikita, szomolnokita, cobaltkieserita, sanderita, bonattita, aplowita, ilesita, rozenita, starkeyita, drobecita, cranswickita, calcantita, jôkokuïta, pentahidrita, sideròtil, bianchita, chvaleticeïta, ferrohexahidrita, hexahidrita, moorhouseïta, niquelhexahidrita, retgersita, bieberita, boothita, mal·lardita, melanterita, zincmelanterita, alpersita, epsomita, goslarita, morenosita, alunògen, metaalunògen, aluminocoquimbita, coquimbita, paracoquimbita, romboclasa, kornelita, quenstedtita, lausenita, lishizhenita, römerita, ransomita, apjohnita, bilinita, dietrichita, halotriquita, pickeringita, redingtonita, wupatkiïta i meridianiïta.

## Formació i jaciments
És un producte de l'alteració de l'esfalerita. Va ser descoberta a la pedrera Porphyry, a la localitat de Kropbach, a Münstertal (Baden-Württemberg, Alemanya). Es tracta de l'únic indret on ha estat trobada aquesta espècie mineral.